# Maqâma

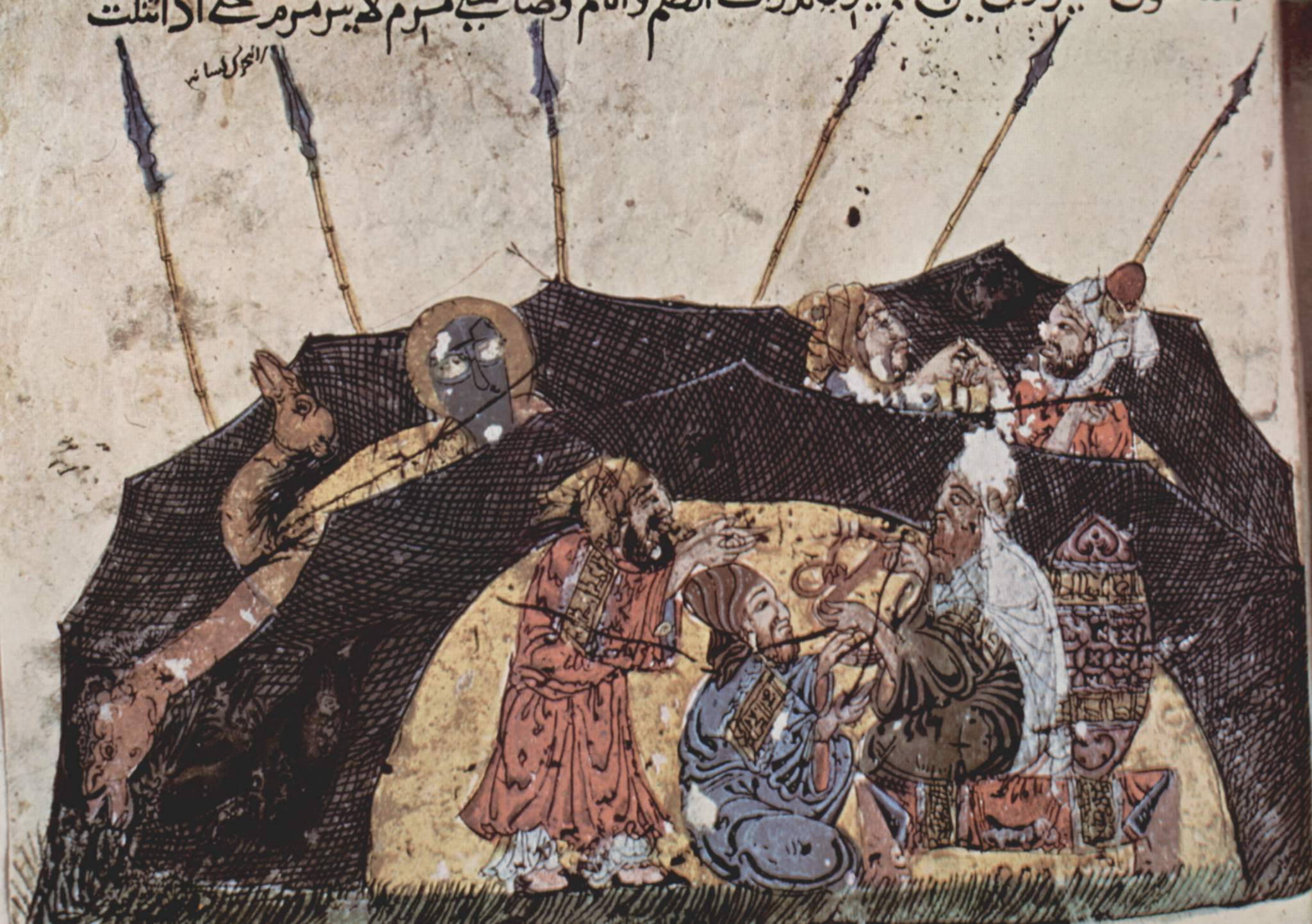
Maqamat, Irak, vers 1225-1235

La maqâma (pl. maqâmât ; en arabe : مقامة ج ات) est un genre littéraire arabe fondé dans la deuxième moitié du Xe siècle par Badî' al-Zamân al-Hamadhânî (mort en 1008). Il s'agit d'un court récit de fiction se présentant comme la retranscription en saj'  (prose rimée et rythmée) d'une anecdote transmise oralement, le khabar. La maqâma met en scène un personnage central cherchant à gagner sa vie par la ruse (hila, kidya) et l’éloquence.